# 7,7 cm Feldkanone 16
A 7,7 cm Feldkanone 16 (rövidítve 7,7 cm F.K. 16 vagy 7,7 cm FK 16, magyarul 7,7 cm-es tábori löveg 16) egy tábori löveg volt, melyet a Német Birodalom használt az első világháború alatt. A háborút túlélő példányokat a németek ellátták új lövegcsővel, majd 7,5 cm Feldkanone 16 neuer Art (új minta) jelöléssel a második világháborúban is bevetettek.

## Történet
A korábbi 7,7 cm FK 96 nA tábori löveg igen mozgékony volt, de miután a háború megakadt, és kezdetét vette a lövészárok hadviselés, rövid lőtávolsága igen komoly hátrányt jelentett. Az FK 16 volt a megoldás a problémára. A lövegcsövet meghosszabbították, lövegtalpját kiszélesítették, hogy magasabb szögtartományban lehessen célozni vele. Osztott lőszert használtak hozzá, hogy csökkentsék a lőpor fogyasztást és kíméljék a lövegcsövet rövid lőtávolságon való tüzelésnél, habár hátránya a tűzgyorsaság csökkenése volt.
A löveget túl hamar sorozatgyártásba helyezték, így több problémával is küszködött, a stratégiailag fontos fémekkel való spórolás érdekében pedig helyettesítő anyagokat használtak a gyártáshoz. Az 1916-os év folyamán gyakran előfordult a lövedékek korai robbanása is. Ez a lövedékek gyenge minőségére vezethető vissza, melyek átmérője gyakran túl nagy volt, töltetük pedig TNT helyett pikrinsav volt. A pikrinsav nagyon érzékeny a rázkódásra, így könnyen felrobbanhat.
A löveg csövét a 10,5 cm Feldhaubitze 98/09 lövegtalpjára helyezve létrehozták a 7,7 cm Kanone is Haubitzelafette löveget, ezzel egy nagyobb lőtávolsággal bíró fegyvert létrehozva. A háború után Belgium a megszerzett lövegeket módosította, majd a Canon de 75 mle GP11 és a Canon de 75 mle GP111 jelöléssel látta el őket. A németeknél maradt lövegeket új, 7,5 cm-es lövegcsővel látták el, majd 7,5 cm Feldkanone 16 neuer Art jelöléssel a második világháború alatt is bevetették őket.

## Fordítás
- Ez a szócikk részben vagy egészben  a(z)   7.7 cm FK 16 című angol Wikipédia-szócikk ezen változatának fordításán alapul.  Az eredeti cikk szerkesztőit annak laptörténete sorolja fel. Ez a jelzés csupán a megfogalmazás eredetét és a szerzői jogokat jelzi, nem szolgál a cikkben szereplő információk forrásmegjelöléseként.